# Municipio de Deer Creek (condado de Carroll)
El municipio de Deer Creek (en inglés: Deer Creek Township) es un municipio ubicado en el condado de Carroll en el estado estadounidense de Indiana. En el año 2010 tenía una población de 4571 habitantes y una densidad poblacional de 40,16 personas por km².

## Geografía
El municipio de Deer Creek se encuentra ubicado en las coordenadas 40°35′10″N 86°37′59″O / 40.58611, -86.63306. Según la Oficina del Censo de los Estados Unidos, el municipio tiene una superficie total de 113.81 km², de la cual 113,18 km² corresponden a tierra firme y (0,55 %) 0,62 km² es agua.

## Demografía
Según el censo de 2010, había 4571 personas residiendo en el municipio de Deer Creek. La densidad de población era de 40,16 hab./km². De los 4571 habitantes, el municipio de Deer Creek estaba compuesto por el 93,39 % blancos, el 0,35 % eran afroamericanos, el 0,22 % eran amerindios, el 0,11 % eran asiáticos, el 4,24 % eran de otras razas y el 1,68 % eran de una mezcla de razas. Del total de la población el 8,44 % eran hispanos o latinos de cualquier raza.